# Exèrcit espartà
L'exèrcit espartà era la força militar de la ciutat estat d'Esparta, una de les més importants en la història de l'antiga Grècia. L'exèrcit constituïa el pilar principal de l'estat espartà, en el qual la primera i principal obligació dels seus ciutadans era convertir-se en bons soldats.
Sotmesos a l'entrenament militar des de la infància, els soldats espartans eren els més disciplinats, entrenats i temuts de l'antiga Grècia. En els moments de major apogeu d'Esparta, entre els segles VI i IV aC, a Grècia es tenia present el fet que "un soldat espartà valia el que diversos homes de qualsevol altre estat".

## Història

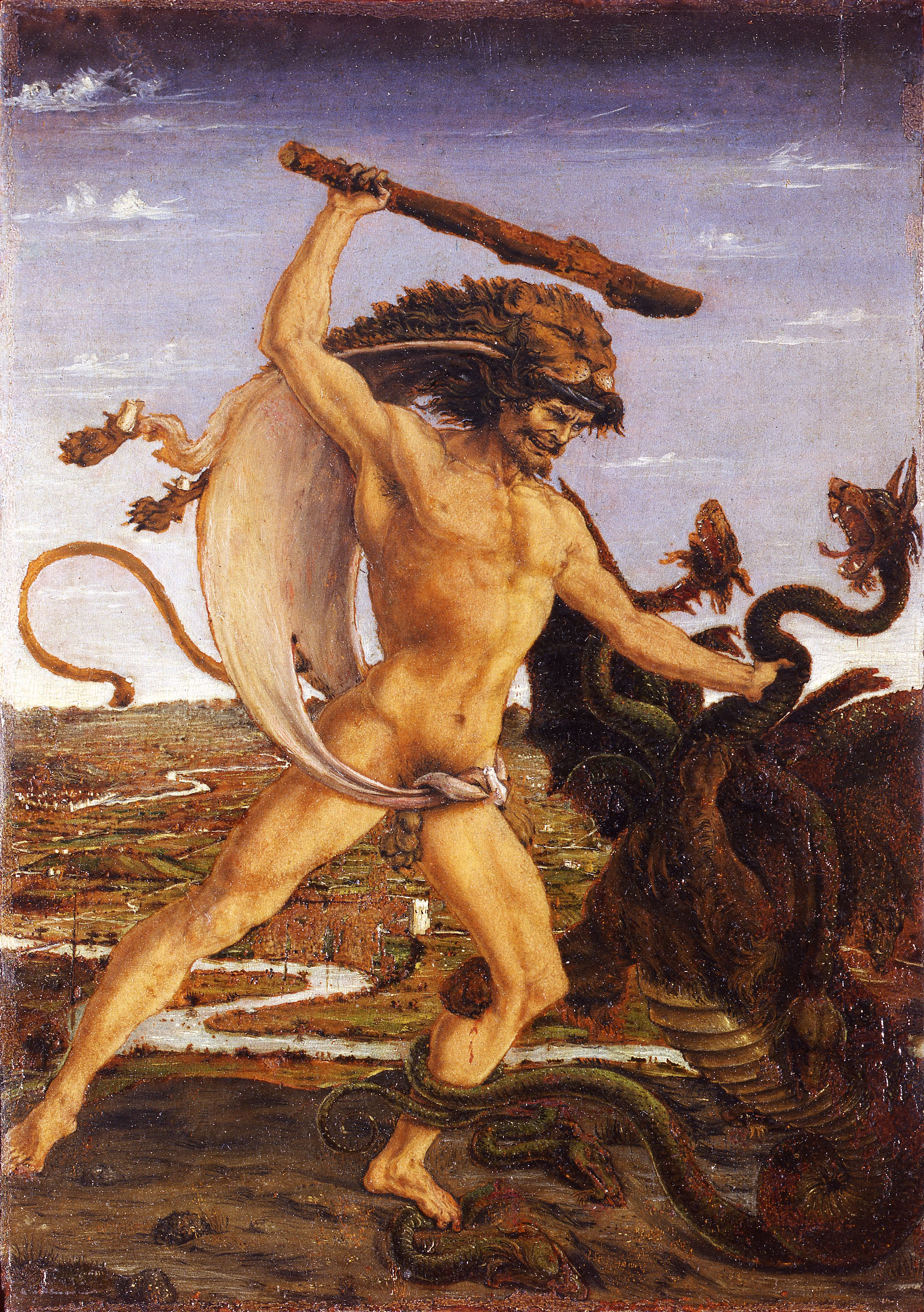
L'heroi grec Hèracles, de qui els reis d'Esparta deien descendir

La primera referència documental sobre els espartans en la guerra es remunta a la Ilíada, en què es relata com els espartans van participar juntament amb altres contingents grecs. Igual que la resta d'exèrcits de la civilització micènica, l'exèrcit espartà era compost principalment per infanteria, la qual anava equipada amb llances curtes, espases i el característic escut grec.
Es tractava d'una era en què els relats que tenim ens ofereixen un tipus de guerra de caràcter heroic, basada en tàctiques simples que de vegades suposaven no gaire més que una càrrega general. La major part de les baixes es produïen en el moment en què un dels dos exèrcits enfrontats fugia en desbandada, moment en què l'altre exèrcit vencedor podia perseguir per donar mort als soldats en retirada. En aquest tipus de guerra «heroica» descrita per Homer, l'arc es veia com una arma efeminada.
Els carros de guerra eren utilitzats per l'elit. No obstant això, i al contrari que els seus anàlegs de l'Orient Pròxim, sembla que la seva utilització era reduïda al paper del transport del guerrer al lloc de la batalla. En aquest moment, el soldat baixava del carro i lluitava a peu i, si era necessari, el soldat podia tornar a prendre les regnes del carro per allunyar-se del combat. En qualsevol cas, també hi han relats en què els guerrers llancen la seva llança contra l'enemic just abans de baixar del carro.

## Organització

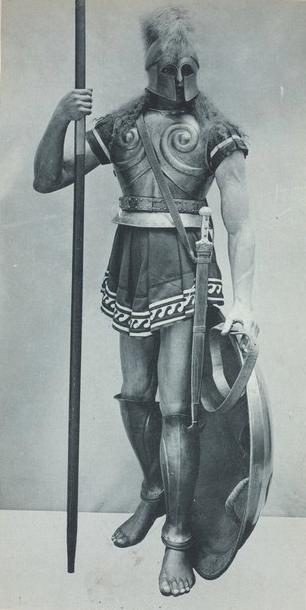
Hoplita espartà.

Els ciutadans d'Esparta (també coneguts com els «lacedemonis») eren dividits en tres classes. La primera d'elles era formada pels ciutadans de ple dret, coneguts com a espartiates o homoioi («iguals»), que rebien una quantitat de terra (Kler) a canvi del seu servei militar. La segona classe eren els periecos, no-ciutadans de condició lliure, generalment mercaders, artesans i mariners. Aquesta classe, dins de l'exèrcit, constituïa la infanteria lleugera i portava a terme treballs militars auxiliars. La tercera i més nombrosa classe eren els ilotes, serfs propietat de l'estat que eren utilitzats per conrear la terra dels espartiates. Al segle v aC, els ilotes també eren utilitzats com a tropes lleugeres en les escaramusses.
Els homoioi eren el nucli central de l'exèrcit espartà: participaven en l'Assemblea espartana (Apella) i constituïen la font de la qual es nodria l'exèrcit per formar els seus soldats hoplites, que componien la base de l'exèrcit. És més, els homoioi estaven obligats per llei a ésser soldats i res més, tot tenint prohibit aprendre o exercitar-se en qualsevol altra activitat. En gran manera, la necessitat de mantenir un continu desplegament militar a la societat espartana suposava l'obligació de mantenir a un nombre cada vegada més vast d'ilotes subjugats.
L'enomotia, literalment «grup juramentat» era una unitat formada normalment per un escamot de 32 espartans legítims dividits en 4 files. les files senars reben el nom de protóstatas i les parells de epístatas. Al capdavant i dirigint hi ha l'enomotarca i al seu costat com a segon en el comandament l'ouragos. La formació de 4 enomotias compon un cos de pentecostis.
Un dels principals problemes de la societat espartana amb el pas del temps va ser la caiguda del nombre de ciutadans amb plens drets (oligantropia), la qual cosa va suposar conseqüentment una caiguda en el nombre de soldats que formaven el nucli de l'exèrcit: el nombre de homoioi va disminuir dels 6.000 ciutadans existents en 640 aC, fins només 1.000 el 330 aC Això va suposar que els espartans es veiessin obligats a utilitzar hoplites reclutats d'entre els ilotes, i que de vegades veiessin la necessitat d'atorgar la llibertat a alguns d'ells, els neodamodes, i a donar-los terres on establir-se a canvi que complissin un servei militar.
D'altra banda, la població de espartiates es dividia entre diferents grups en funció de la seva edat. Els més joves (menors de 20 anys) es consideraven més febles per la seva falta d'experiència, i als més grans (més de 60 anys o, en èpoques de crisi, de 65) només se'ls cridava a files en cas d'emergència, i per defensar les caravanes de subministraments.

### Estructura tàctica
La principal font per al coneixement de l'organització de l'exèrcit espartà són els escrits de Xenofont, que admirava als espartans. La seva obra La República dels lacedemonis ofereix una visió detallada de l'Estat i la societat espartana al començament del segle iv aC. Altres autors, com Tucídides, també ofereixen informació sobre això, encara que no tan fiable com la dels relats de Xenofont.
Se sap poc de l'organització de l'exèrcit anterior a aquesta època, i hi ha un gran marge per a l'especulació. La primera forma d'organització militar i social (durant el segle vii aC) sembla que podria haver consistit en les tres tribus (anomenades phylai i amb els noms de Pamphyloi, Hylleis i Dymanes) que apareixen en la segona guerra messènica (685-668 aC). Una subdivisió posterior va ser la «fraternitat» (phratra), i es té constància de l'existència de 27, nou per cada tribu. En algun moment, aquesta divisió va ser reemplaçada per cinc divisions territorials, els obai (que significa «poble») i que aportaven uns Loches d'uns 1.000 homes cada un. Sembla que aquest sistema encara s'usava en les guerres contra Pèrsia, com pot inferir de les referències que Heròdot fa als lochois i Història. Esparta va adoptar l'estil hoplita de combat aproximadament entre els anys 680 i 660 aC.
Els canvis que van esdevenir entre les guerres mèdiques i les Guerres del Peloponès no es troben documentades encara que, segons Tucídides, en la batalla de Mantinea hi havia 7 lochoi, cadascun dels quals estava dividit en quatre pentekostyes de 128 homes cada un, i 16 enōmotiai de 32, donant un total de 3.584 homes per a l'exèrcit espartà. A finals de la guerra, l'estructura havia evolucionat encara més amb la finalitat de combatre l'escassetat de soldats i per crear un sistema més flexible que permetés als espartans enviar destacaments més petits a campanyes o guarnicions fora de la seva terra natal. Segons Xenofont, la unitat bàsica seguia sent la enōmotia, amb 36 homes en tres files de dotze sota el comandament d'un enomotarca (enōmotarches). Dos enōmotiai formaven un pentēkostys de 72 homes sota el comandament d'un pentēkontēr, i dos pentēkostyai s'agrupaven en un loches de 144 homes dirigits per un lochagos. Quatre lochoi componien una mora de 576 homes, la unitat tàctica més gran de l'exèrcit espartà, al comandament hi havia un polemarc. Sis morai componien l'exèrcit espartà en campanya, als quals s'afegien els skiritai i els contingents enviats pels estats aliats.

## Exèrcit en campanya

### Tàctiques

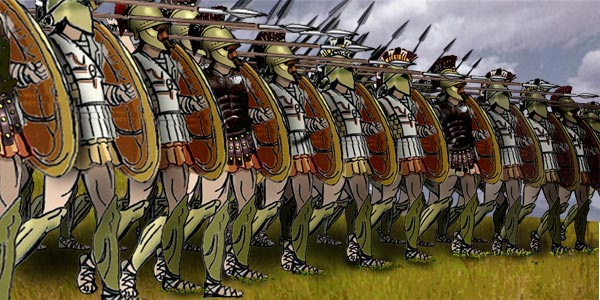
Recreació d'una falange avançant en formació tancada.

Igual que els altres estats grecs, l'exèrcit espartà estava basat en la infanteria, i lluitava mitjançant l'ús de la formació de falange. Els espartans no introduir cap innovació tàctica o canvis significatius en la guerra de soldats hoplites. Per contra, el seu avantatge fonamental enfront d'altres estats es basava en que el continu entrenament i superior disciplina feia que la seva falange estigués molt millor cohesionada i fos més efectiva en el camp de batalla. Utilitzaven la falange a l'estil clàssic, en una línia única amb una profunditat uniforme d'entre 8 i 12 homes. Quan lluitaven juntament amb els seus aliats, els espartans normalment ocupaven el flanc honorari, que era el dret. Si els espartans aconseguien la victòria en el seu flanc, llavors giraven cap a l'esquerra per desenvolupar la formació enemiga des del flanc.
Durant la Guerra del Peloponès, els enfrontaments es van anar fent cada vegada més fluids, i les tropes lleugeres s'usaven cada vegada en major grau per la qual cosa les tàctiques van seguir evolucionant per adaptar-se a aquest canvi. No obstant això, en els enfrontaments entre falanges el que prevalia a l'hora d'aconseguir la victòria era la resistència i la capacitat d'empènyer més que l'enemic.
La falange espartana només va poder ser derrotada quan els tebans, amb Epaminondes al comandament, va modificar l'estructura de la falange per inventar la falange obliqua. Epaminondes, en la batalla de Leuctra, va incrementar la profunditat del flanc esquerre de la seva falange, que havia d'enfrontar als espartans ubicats en el flanc dret de la línia enemiga, i gràcies a aquesta innovació tàctica va poder resistir a les tropes d'elit enemigues abans que el seu debilitat flanc dret pogués sucumbir.

## Equipament

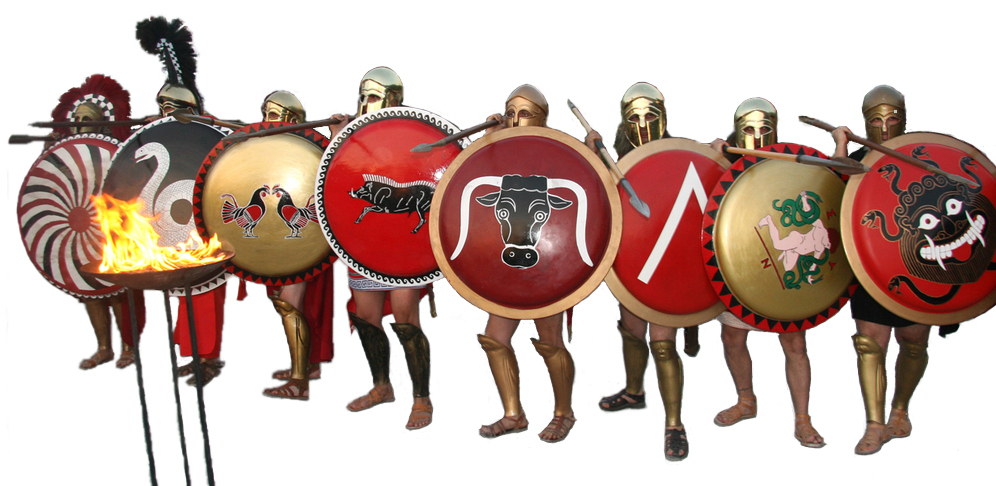
Recreació d'una formació hoplita.

Els espartans utilitzaven l'equipament típic dels hoplites de l'antiga Grècia. L'única marca distintiva dels espartans respecte als seus veïns grecs eren les seves túniques i el seu mantell, de color escarlata, així com els cabells llargs, que els espartans van mantenir durant molt més temps que la major part dels grecs. Pels espartans, els cabells llargs mantenia el seu antic significat arcaic com a símbol de l'home lliure. D'altra banda, pels grecs del segle v, la seva peculiar associació amb els espartans havia arribat a fer que tingués el significat de simpatia política a favor d'aquests. Al segle v aC, a Atenes deixar-se créixer el cabell era un senyal de laconisme.
Un altre símbol espartà molt conegut, i adoptat a mitjants del segle v aC, era la lletra lambda (Λ), que feia referència a la regió de Lacònia o Lacedemònia i que anava pintada en els escuts dels espartans. Els hoplites espartans sovint són representats portant una cresta en el seu casc, un símbol que probablement s'utilitzava per identificar els oficials.
En el període arcaic, els espartans estaven equipats amb armadures de bronze articulades, cnémidas per a les cames, i el casc, normalment un casc corinti. Sovint es discuteix quin tipus d'armadura per al tors utilitzaven els espartans durant les Guerres Perses, si és que van usar algun, encara que sembla probable que continuessin duent cuirasses de bronze, encara que d'un estil una mica més esculpit, o bé que haguessin portat el linotorax en el seu lloc. En l'última part del segle v aC, quan la guerra s'havia tornat més flexible i els enfrontaments a gran escala entre falanges eren més rars, els grecs van anar abandonant moltes de les formes d'armadura corporal utilitzades fins llavors. Els lacedemonis també van adoptar una nova túnica, la exomis, que es podia col·locar de manera que deixés el braç i l'espatlla dreta descoberts i lliures per entaular el combat. A més, i juntament amb la llança, els espartiates també anaven armats amb una xiphos com a arma secundària.
Els espartans van mantenir el sistema tradicional de la falange hoplita fins a les reformes de Cleòmenes III, quan van ser equipats amb la sarissa macedònica i van començar a entrenar-se a l'estil de la falange macedònia.

## Armada

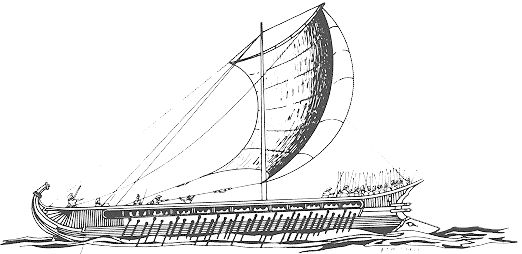
trirrem grec.

A través de la seva història, els espartans es van caracteritzar per ser l'exèrcit de terra per excel·lència. Durant les Guerres Perses, van contribuir amb un petit contingent naval de 20 trirrems i amb el comandant suprem de la flota, però sempre es van recolzar en els seus aliats, i principalment en els corintis, per aconseguir una força naval de consideració. Aquest fet va suposar que, quan va esclatar la Guerra del Peloponès, els espartans tenien el domini militar a terra, però els atenesos eren la potència suprema al mar. Els espartans van saquejar l'Àtica repetidament, però els atenesos van seguir sent bé proveïts per mar, i van ser capaços d'enviar incursions de saqueig pel seu compte al llarg del Peloponès amb la seva flota. Eventualment, va ser la creació d'una armada pròpia el que va permetre a Esparta vèncer a Atenes.
Gràcies als fons procedents del tresor persa, Lisandre, que havia estat nomenat navarca el 407 aC, va ser capaç de reunir una armada forta, i va aconseguir amenaçar i finalment destruir la preeminència atenesa en el mar Egeu. No obstant això, el manteniment d'aquesta armada duraria poc, i no sobreviuria als esdeveniments de la Guerra de Corint: en la batalla de Cnidos el 394 aC, l'armada espartana seria derrotada de forma definitiva per una flota conjunta d'Atenes i Pèrsia, en el que suposaria el final de la breu supremacia naval espartana. El cop final, el rebrien 20 anys més tard, en la batalla de Naxos el 376 aC.
Des d'aquest moment, els espartans mantindrien una petita flota de forma periòdica, però la seva efectivitat estaria limitada. Finalment, l'últim moment d'apogeu de la flota espartana seria sota el govern de Nabis, que va crear una flota amb ajuda dels seus aliats cretencs per controlar la línia costanera de Lacònia.